# Àngels Ponsa i Roca
Àngels Ponsa i Roca (Artesa de Segre, 10 de març de 1960) és una professora i política catalana que va ser consellera de Cultura del Govern de Catalunya del 8 de setembre de 2020 al 25 de maig de 2021, diputada al Parlament de Catalunya en la IX, X i XI legislatures i des del març del 2022 és vicepresidenta del Consell de Govern de la Corporació Catalana de Mitjans Audiovisuals (3Cat)

## Biografia
Llicenciada en història de l'art per la Universitat de Barcelona i màster en gestió pública per la Universitat Autònoma de Barcelona, de 1988 a 1992 va ser professora d'Història de l'Art a l'Escola Massana. Ha estat secretària de la delegació d'Òmnium Cultural a Sant Cugat del Vallès i membre del Consell Social de la Llengua, del Consell Escolar de Catalunya i de la Junta de Museus de Catalunya. Vinculada al món associatiu, ha sigut, entre d'altres, fundadora i presidenta del Cor de Gospel Sant Cugat (2009-2019); presidenta de l'AMPA de l'Escola Thau de Sant Cugat (2003-2010).
Militant de Convergència Democràtica de Catalunya, en va ser membre dels comitès de Sant Cugat i del Vallès Occidental i presidenta de la sectorial de Cultura des de 2008 fins al 2016. Després de les eleccions municipals de 1995 fou escollida tinent d'alcalde de Sant Cugat del Vallès, i ocupà el càrrec fins a 2003.
Diputada al Parlament de Catalunya en les legislatures IX, X i XI, va ser portaveu del grup parlamentari de CiU en la Comissió de Cultura i Llengua del Parlament de Catalunya les legislatures IX i X, i en la XI va formar part del Grup de Treball sobre el Model del CoNCA dins la Comissió de Cultura. En la X legislatura també va formar part de la Comissió de Control de l'Actuació de la CCMA i de la Comissió del Síndic de Greuges, comissió de la qual, en la XI legislatura, va ser-ne vicepresidenta. Altres comissions de les que va formar part en més d'una legislatura van ser: la de la Infància, la de Justícia, la d'Igualtat de les Persones i també la d'Acció Exterior i de la Unió Europea.
El 12 juny de 2018 va esdevenir directora general de Cooperació Cultural, càrrec que va canviar de denominació amb la reestructuració del Departament del 16 de juliol de 2019, passant a ser directora general de Creació, Acció Territorial i Biblioteques.
L'agost del 2020 va formar part dels associats al Partit Demòcrata que el van abandonar per integrar-se en el nou partit Junts per Catalunya. El 3 de setembre de 2020, en una remodelació del Govern amb tres canvis de consellers, va ser nomenada pel president Quim Torra per substituir Mariàngela Vilallonga Vives com a consellera de Cultura de la Generalitat de Catalunya.
Sota el seu mandat, el setembre de 2020, es va declarar la cultura bé essencial durant la pandèmia de la COVID-19. i es va impulsar el Pla de Represa del Sector Cultural. Un dels aspectes a destacar va ser el lideratge de l'acord de tots els grups polítics pel finançament del 2% cultural, aprovat el 14 de desembre del 2020 al Parlament de Catalunya. També destaca el Pla Nacional de Lectura, la universalització del carnet de biblioteques (ebiblio) i dels cursos de català en línia (CPNL), l'aprovació el Pla de Museus de Catalunya per part del Govern.i l'impuls del projecte "Catalunya, capital de l'audiovisual i el videojoc del sud d'Europa", entre altres projectes.

## Publicacions
- Cultura i municipi. Polítiques Culturals Municipals a Catalunya. (UAB, 2007) (coordinadora) ISBN 978-84-690-7414-5

- El meu llibre de Sant Cugat, proposta didàctica d'estudi de la ciutat en tots els àmbits que la componen. (2005) (coautora)[10]

- Riera Amunt! proposta didàctica i guia per al professorat. (coautora) Aquesta publicació obtingué el Premi "Terrassa a l'escola" en l'edició de 1991.[11]